# Tomás Eduardo Sancho Calvo
Tomás Eduardo Sancho Calvo (València, 1927-) és un periodista espanyol.
Va començar la seva trajectòria professional en premsa escrita, i va col·laborar amb el diari Las Provincias. Entre 1954 i 1955 es va traslladar als Estats Units per a treballar en el diari Houston Chronicle.
Al seu retorn a Espanya, es va convertir en un dels pioners de la nounada Televisió espanyola, on va ingressar el 1956. Al costat de David Cubedo i Jesús Álvarez va ser un dels primers rostres del Telediario. Va col·laborar durant aquests anys també en altres espais dels serveis informatius, com Panorama de actualidad o la retransmissió de les noces dels reis de Bèlgica, Balduí i Fabiola.
El 1966 quan van entrar en funcionament les corresponsalies de TVE en l'exterior, va ser enviat a Londres convertint-se en el primer corresponsal de TVE. En anys successius ocuparia també les corresponsalies en la República Federal Alemanya i Estats Units. Fou guardonat amb l'Antena de Oro 1965.
Al seu retorn es va instal·lar a la ciutat de València, i allí va ser nomenat Director del Centre Territorial de TVE i Director local de Ràdio Nacional d'Espanya.
El 1978 va tornar a Londres, des d'on, per exemple, li va correspondre el 1981 retransmetre per als teleespectadors espanyols les noces entre Carles d'Anglaterra i Diana Spencer.
Entre 1982 i 1985 torna al Centre Territorial de València per a finalitzar després la seva carrera professional de nou a Madrid com a redactor dels informatius de cap de setmana en la pròpia TVE.